# Cordylochernes potens
Cordylochernes potens är en spindeldjursart som beskrevs av Clarence Clayton Hoff 1947. Cordylochernes potens ingår i släktet Cordylochernes och familjen blindklokrypare. Inga underarter finns listade i Catalogue of Life.